# Krzyż Zachodni
Krzyż Zachodni – polskie państwowe odznaczenie cywilne ustanowione 7 kwietnia 2017, przeznaczone dla cudzoziemców pomagającym osobom narodowości polskiej, którzy w latach 1939–1989 nieśli różnorodną pomoc Polakom podczas represji, prześladowań i w czasie oporu przeciwko niemieckiemu nazizmowi, sowieckiej okupacji oraz komunistycznej dominacji ziem polskich, na terenach nie objętych ustawą o „bliźniaczym” odznaczeniu – Krzyżu Wschodnim.

## Historia
Projekt ustawy o krzyżu wpłynął do Senatu RP 2 lutego 2017 z inicjatywy senatora Jana Żaryna. Autorem projektu graficznego jest heraldyk i członek Komisji Heraldycznej Robert Szydlik, korzystający z pomocy innego członka KH, falerysty Tadeusza Jeziorowskiego.
Prezydent Andrzej Duda ustawę podpisał 6 maja, z datą wejścia w życie ustaloną sześć miesięcy od dnia ogłoszenia (z wyjątkiem przepisów w niej zawartych zmieniających ustawę o Krzyżu Wschodnim, które weszły w życie 4 lipca 2017). Oba odznaczenia wprowadzane w 2017 mają być narzędziem prowadzenia polskiej polityki historycznej.
19 listopada 2017 weszło w życie rozporządzenie Prezydenta RP precyzujące zasady nadawania Krzyża Zachodniego.

## Charakterystyka
Krzyż przyznawany jest obcokrajowcom, którzy udzielali pomocy Polakom lub obywatelom polskim w latach 1939–1989 na terenach nieobjętych ustawą o Krzyżu Wschodnim, za pomoc na rzecz polskich aspiracji niepodległościowych oraz pomoc represjonowanym, prześladowanym, deportowanym, więzionym lub zmuszonym do emigracji przez okupanta niemieckiego oraz władze komunistyczne w powojennej Polsce, w tym za pomoc w obliczu zagrożenia życia, udzielenie schronienia i pomoc charytatywną.
Krzyż nadaje Prezydent Rzeczypospolitej Polskiej na wniosek ministra właściwego do spraw zagranicznych, który to przedstawia wnioski z własnej inicjatywy lub z inicjatywy związków i stowarzyszeń kombatanckich, organizacji społecznych, Szefa Urzędu do Spraw Kombatantów i Osób Represjonowanych, Dyrektora Instytutu Solidarności i Męstwa oraz osób prywatnych, po uzyskaniu pozytywnej opinii Prezesa Instytutu Pamięci Narodowej.
Do dnia 31 października 2023 roku krzyż nie został nadany nikomu. Obcokrajowcom, którzy nieśli pomoc obywatelom polskim w okresie od 1917 do 1990 roku nadawany jest Medal Virtus et Fraternitas.

## Wygląd
Odznaką krzyża jest krzyż równoramienny, wykonany w srebrzonym i oksydowanym metalu, o ośmiu rogach i wymiarach 40 × 40 mm, z obustronnie zaznaczoną krawędzią. Ramiona są poszerzone na końcach i mają pojedyncze, pokryte karmazynową emalią uskoki pomiędzy ramionami. U góry odznaki znajduje się uszko i kółko służące do zawieszania. Pośrodku ramion nałożona jest okrągła tarcza pokryta karmazynową emalią w srebrzystym obramowaniu, do którego przylegają od góry i od dołu wydzielone, wcięte pola z wypukłymi, polerowanymi datami „1939” u góry i „1989” u dołu. Na tarczę nałożony jest srebrzony wizerunek Orła Białego w koronie zamkniętej z krzyżem, według wzoru wprowadzonego dekretem Prezydenta Rzeczypospolitej Polskiej na Obczyźnie z dnia 11 listopada 1956. Na ramionach widnieje majuskułowy, wypukły, polerowany napis: na ramieniu górnym „PRO”, na poprzecznych „AUXILIO” oraz „POLONIS”, a na ramieniu dolnym „DATO”. Rewers krzyża jest srebrzony i oksydowany na całej powierzchni. Krzyż Zachodni zawieszony jest na wstążce z rypsu jedwabnego koloru białego o szerokości 40 mm, mającej pośrodku dwa karmazynowe prążki o szerokości 3 mm każdy, w odległości 3 mm od siebie.